# 16e étape du Tour d'Italie 2014
Pour un article plus général, voir Tour d'Italie 2014.
La 16e étape du Tour d'Italie 2014 s'est déroulée le mardi 27 mai 2014, après la troisième journée de repos. Elle a lieu entre la ville de Ponte di Legno et le Val Martello sur un distance de 136 km après avoir été prévu initialement sur une longueur de 139 km. Il s'agit d'une copie à l'identique de la 19e étape du Tour d'Italie 2013 qui avait été annulée pour des raisons météorologiques. Cette étape voit les coureurs franchir le plus haut sommet (la Cima Coppi) de cette 97e édition du Tour d'Italie, le col du Stelvio à 2 758 m d'altitude. L'enchaînement des cols de Gavia et du Stelvio et la montée sur le Val Martello fait figurer cette étape parmi les trois plus dures de ce Giro 2014, notées 5 étoiles.

## Résultats

### Classement de l'étape
|    | Coureur            | Pays      | Équipe                  |    | Temps           |
| -- | ------------------ | --------- | ----------------------- | -- | --------------- |
| 1  | Nairo Quintana     | Colombie  | Movistar                | en | 4 h 42 min 35 s |
| 2  | Ryder Hesjedal     | Canada    | Garmin-Sharp            | +  | 8 s             |
| 3  | Pierre Rolland     | France    | Europcar                |    | 1 min 13 s      |
| 4  | Wilco Kelderman    | Pays-Bas  | Belkin                  |    | 3 min 32 s      |
| 5  | Domenico Pozzovivo | Italie    | AG2R La Mondiale        |    | 3 min 37 s      |
| 6  | Fabio Aru          | Italie    | Astana                  |    | 3 min 40 s      |
| 7  | Rafał Majka        | Pologne   | Tinkoff-Saxo            |    | 4 min 08 s      |
| 8  | Sebastián Henao    | Colombie  | Sky                     |    | 4 min 11 s      |
| 9  | Rigoberto Urán     | Colombie  | Omega Pharma-Quick Step |    | 4 min 11 s      |
| 10 | Cadel Evans        | Australie | BMC Racing              |    | 4 min 48 s      |

### Points attribués
|   | Cycliste          | Pays   | Équipe           | Points |
| - | ----------------- | ------ | ---------------- | ------ |
| 1 | Dario Cataldo     | Italie | Sky              | 8      |
| 2 | Hubert Dupont     | France | AG2R La Mondiale | 4      |
| 3 | Alexis Vuillermoz | France | AG2R La Mondiale | 1      |

|    | Cycliste           | Pays      | Équipe                  | Points |
| -- | ------------------ | --------- | ----------------------- | ------ |
| 1  | Nairo Quintana     | Colombie  | Movistar                | 15     |
| 2  | Ryder Hesjedal     | Canada    | Garmin-Sharp            | 12     |
| 3  | Pierre Rolland     | France    | Europcar                | 9      |
| 4  | Wilco Kelderman    | Pays-Bas  | Belkin                  | 7      |
| 5  | Domenico Pozzovivo | Italie    | AG2R La Mondiale        | 6      |
| 6  | Fabio Aru          | Italie    | Astana                  | 5      |
| 7  | Rafał Majka        | Pologne   | Tinkoff-Saxo            | 4      |
| 8  | Sebastián Henao    | Colombie  | Sky                     | 3      |
| 9  | Rigoberto Urán     | Colombie  | Omega Pharma-Quick Step | 2      |
| 10 | Cadel Evans        | Australie | BMC Racing              | 1      |

### Cols et côtes
|   | Cycliste          | Pays        | Équipe                       | Points |
| - | ----------------- | ----------- | ---------------------------- | ------ |
| 1 | Robinson Chalapud | Colombie    | Colombia                     | 32     |
| 2 | Julián Arredondo  | Colombie    | Trek Factory Racing          | 20     |
| 3 | Jarlinson Pantano | Colombie    | Colombia                     | 14     |
| 4 | Ben Swift         | Royaume-Uni | Sky                          | 10     |
| 5 | Diego Rosa        | Italie      | Androni Giocattoli-Venezuela | 7      |
| 6 | Alberto Losada    | Espagne     | Katusha                      | 4      |
| 7 | Eros Capecchi     | Italie      | Movistar                     | 2      |
| 8 | Ryder Hesjedal    | Canada      | Garmin-Sharp                 | 1      |

|   | Cycliste           | Pays     | Équipe           | Points |
| - | ------------------ | -------- | ---------------- | ------ |
| 1 | Dario Cataldo      | Italie   | Sky              | 40     |
| 2 | Robinson Chalapud  | Colombie | Colombia         | 28     |
| 3 | Hubert Dupont      | France   | AG2R La Mondiale | 21     |
| 4 | Jarlinson Pantano  | Colombie | Colombia         | 15     |
| 5 | Alexandre Geniez   | France   | FDJ.fr           | 10     |
| 6 | Matteo Rabottini   | Italie   | Neri Sottoli     | 7      |
| 7 | Alexis Vuillermoz  | France   | AG2R La Mondiale | 4      |
| 8 | Przemysław Niemiec | Pologne  | Lampre-Merida    | 2      |
| 9 | Pierre Rolland     | France   | Europcar         | 1      |

| - Ascension de Val Martello, 1re catégorie (km 136) \| \| Cycliste \| Pays \| Équipe \| Points \| \| - \| ------------------ \| -------- \| ---------------- \| ------ \| \| 1 \| Nairo Quintana \| Colombie \| Movistar \| 32 \| \| 2 \| Ryder Hesjedal \| Canada \| Garmin-Sharp \| 20 \| \| 3 \| Pierre Rolland \| France \| Europcar \| 14 \| \| 4 \| Wilco Kelderman \| Pays-Bas \| Belkin \| 10 \| \| 5 \| Domenico Pozzovivo \| Italie \| AG2R La Mondiale \| 7 \| \| 6 \| Fabio Aru \| Italie \| Astana \| 4 \| \| 7 \| Rafał Majka \| Pologne \| Tinkoff-Saxo \| 2 \| \| 8 \| Sebastián Henao \| Colombie \| Sky \| 1 \| |                    |          |                  |        |
| | Cycliste           | Pays     | Équipe           | Points |
| 1 | Nairo Quintana     | Colombie | Movistar         | 32     |
| 2 | Ryder Hesjedal     | Canada   | Garmin-Sharp     | 20     |
| 3 | Pierre Rolland     | France   | Europcar         | 14     |
| 4 | Wilco Kelderman    | Pays-Bas | Belkin           | 10     |
| 5 | Domenico Pozzovivo | Italie   | AG2R La Mondiale | 7      |
| 6 | Fabio Aru          | Italie   | Astana           | 4      |
| 7 | Rafał Majka        | Pologne  | Tinkoff-Saxo     | 2      |
| 8 | Sebastián Henao    | Colombie | Sky              | 1      |

## Classements à l'issue de l'étape

### Classement général
|    | Cycliste           | Pays      | Équipe                  |    | Temps            |
| -- | ------------------ | --------- | ----------------------- | -- | ---------------- |
| 1  | Nairo Quintana     | Colombie  | Movistar                | en | 68 h 11 min 44 s |
| 2  | Rigoberto Urán     | Colombie  | Omega Pharma-Quick Step | +  | 1 min 41 s       |
| 3  | Cadel Evans        | Australie | BMC Racing              |    | 3 min 21 s       |
| 4  | Pierre Rolland     | France    | Europcar                |    | 3 min 26 s       |
| 5  | Rafał Majka        | Pologne   | Tinkoff-Saxo            |    | 3 min 28 s       |
| 6  | Fabio Aru          | Italie    | Astana                  |    | 3 min 34 s       |
| 7  | Domenico Pozzovivo | Italie    | AG2R La Mondiale        |    | 3 min 49 s       |
| 8  | Wilco Kelderman    | Pays-Bas  | Belkin                  |    | 4 min 06 s       |
| 9  | Ryder Hesjedal     | Canada    | Garmin-Sharp            |    | 4 min 16 s       |
| 10 | Robert Kišerlovski | Croatie   | Trek Factory Racing     |    | 8 min 02 s       |

### Classement par points
|   | Cycliste        | Pays   | Équipe              | Points |
| - | --------------- | ------ | ------------------- | ------ |
| 1 | Nacer Bouhanni  | France | FDJ.fr              | 251    |
| 2 | Giacomo Nizzolo | Italie | Trek Factory Racing | 225    |
| 3 | Elia Viviani    | Italie | Cannondale          | 173    |

### Classement du meilleur grimpeur
|   | Cycliste          | Pays     | Équipe              | Points |
| - | ----------------- | -------- | ------------------- | ------ |
| 1 | Julián Arredondo  | Colombie | Trek Factory Racing | 95     |
| 2 | Robinson Chalapud | Colombie | Colombia            | 69     |
| 3 | Dario Cataldo     | Italie   | Sky                 | 62     |

### Classement du meilleur jeune
|   | Cycliste       | Pays     | Équipe       |    | Temps            |
| - | -------------- | -------- | ------------ | -- | ---------------- |
| 1 | Nairo Quintana | Colombie | Movistar     | en | 68 h 11 min 44 s |
| 2 | Rafał Majka    | Pologne  | Tinkoff-Saxo | +  | 3 min 28 s       |
| 3 | Fabio Aru      | Italie   | Astana       |    | 3 min 34 s       |

### Classements par équipes

#### Classement aux temps
|   | Équipe                  | Pays     |    | Temps             |
| - | ----------------------- | -------- | -- | ----------------- |
| 1 | AG2R La Mondiale        | France   | en | 204 h 19 min 48 s |
| 2 | Omega Pharma-Quick Step | Belgique | +  | 36 min 50 s       |
| 3 | Tinkoff-Saxo            | Russie   |    | 45 min 09 s       |

#### Classement aux points
|   | Équipe                  | Pays       | Points |
| - | ----------------------- | ---------- | ------ |
| 1 | Lampre-Merida           | Italie     | 252    |
| 2 | Omega Pharma-Quick Step | Belgique   | 234    |
| 3 | Trek Factory Racing     | États-Unis | 218    |

### Autres classements
|   | Cycliste       | Pays   | Équipe                       | Points |
| - | -------------- | ------ | ---------------------------- | ------ |
| 1 | Marco Bandiera | Italie | Androni Giocattoli-Venezuela | 32     |
| 2 | Andrea Fedi    | Italie | Neri Sottoli                 | 26     |
| 2 | Elia Viviani   | Italie | Cannondale                   | 19     |

|   | Cycliste        | Pays   | Équipe              | Points |
| - | --------------- | ------ | ------------------- | ------ |
| 1 | Nacer Bouhanni  | France | FDJ.fr              | 28     |
| 2 | Diego Ulissi    | Italie | Lampre-Merida       | 25     |
| 3 | Giacomo Nizzolo | Italie | Trek Factory Racing | 25     |

|   | Cycliste        | Pays   | Équipe              | Points |
| - | --------------- | ------ | ------------------- | ------ |
| 1 | Nacer Bouhanni  | France | FDJ.fr              | 14     |
| 2 | Diego Ulissi    | Italie | Lampre-Merida       | 10     |
| 3 | Giacomo Nizzolo | Italie | Trek Factory Racing | 7      |

|   | Cycliste           | Pays     | Équipe                       | Points |
| - | ------------------ | -------- | ---------------------------- | ------ |
| 1 | Andrea Fedi        | Italie   | Neri Sottoli                 | 608    |
| 2 | Marco Bandiera     | Italie   | Androni Giocattoli-Venezuela | 504    |
| 3 | Maarten Tjallingii | Pays-Bas | Belkin                       | 391    |

| \| \| Cycliste \| Pays \| Équipe \| Points \| \| - \| -------------- \| ------ \| ------------- \| ------ \| \| 1 \| Nacer Bouhanni \| France \| FDJ.fr \| 14 \| \| 2 \| Diego Ulissi \| Italie \| Lampre-Merida \| 12 \| \| 3 \| Fabio Aru \| Italie \| Astana \| 8 \| |                |        |               |        |
| | Cycliste       | Pays   | Équipe        | Points |
| 1 | Nacer Bouhanni | France | FDJ.fr        | 14     |
| 2 | Diego Ulissi   | Italie | Lampre-Merida | 12     |
| 3 | Fabio Aru      | Italie | Astana        | 8      |

## Abandons
- Edvald Boasson Hagen (Sky) : non-partant
- Daniele Colli (Neri Sottoli) : abandon
- Arnaud Courteille (FDJ.fr) : abandon
- Thomas Dekker (Garmin-Sharp) : abandon
- Mauro Finetto (Neri Sottoli) : abandon
- Alessandro Petacchi (Omega Pharma-Quick Step) : abandon
- Michele Scarponi (Astana) : abandon
- Björn Thurau (Europcar) : abandon